# Uitbreidingspakket
Een uitbreidingspakket of extensie is een uitbreiding op een computerprogramma dat extra mogelijkheden toevoegt. De Engelse termen expansion pack of add-on worden ook wel gebruikt.

## Computerspellen
Als een computerspel uitkomt, kan er na verloop van tijd een uitbreiding van dit spel komen die wel het originele spel vereist. Zo'n uitbreiding is geen geheel nieuw spel, maar biedt meer opties dan het originele spel.
Een voorbeeld is de vliegsimulator Flight Simulator van Microsoft, waarvoor niet alleen Microsoft zelf maar ook verschillende andere softwarebedrijven add-ons hebben geschreven die het oorspronkelijke spel uitbreiden met nieuwe vliegtuigtypes, nieuwe of meer gedetailleerde bestanden met luchthavens, en landschappen (scenery). Een ander voorbeeld is de reeks The Sims, waarvoor ook enkele uitbreidingen beschikbaar zijn.
In een uitbreidingspakket zitten vaak extra levels, wapens, missies, personages of zelfs compleet nieuwe speelwerelden. Om van het uitbreidingspakket gebruik te kunnen maken, moet de speler meestal het originele spel in bezit hebben. Er zijn echter ook uitbreidingspakketten die ook als game op zich te spelen zijn. Een voorbeeld hiervan is Guild Wars Nightfall.
Uitbreidingspakketten worden meestal verkocht op dvd of cd-rom. De laatste jaren komt het echter steeds vaker voor dat een uitbreiding op internet te downloaden is. Een relatief nieuwe manier van uitbreidingspakketten wordt aangeboden via Xbox Live voor de Xbox 360, en via de PlayStation Store van PlayStation 3. Hier worden, al dan niet tegen betaling, downloadbare uitbreidingspakketten aangeboden.

## Webbrowsers
Voor Mozilla Firefox en Mozilla-gebaseerde webbrowsers, Google Chrome en Chromium-gebaseerde webbrowsers, Safari en Opera zijn verschillende browserextensies beschikbaar, die ook wel add-ons worden genoemd. Voor alle browsers is een advertentieblokkering populair: voor Chrome, Safari en Opera is dit AdBlock, voor Chrome en Firefox is er Adblock Plus.
Internet Explorer heeft in de nieuwere versies ook ondersteuning voor extensies, weliswaar zeer beperkt. De meeste zijn ook ontwikkeld door Microsoft zelf.

## Hardware
Er zijn ook hardwarematige uitbreidingen op de markt gekomen. Dit zijn bijvoorbeeld uitbreidingen op een bestaande spelcomputer die nieuwe functionaliteit toevoegen, of zorgen voor terugwaartse compatibiliteit. Enkele voorbeelden hiervan zijn de Super Game Boy, Game Boy Player, Sega Mega-CD, Sega 32X en Nintendo 64DD.